# Festival de Wallonie
Das Festival de Wallonie ist ein jährlich aus sieben verschiedenen Einzelfestivals bestehendes Musikfestival im französischen Sprachraum Belgiens (Wallonien) und in Brüssel. Gerne werden auf diesen Festivals Werke von Komponisten wallonischer Herkunft gespielt, wie die von Dumont, Grétry, Gossec, Franck, Eugène Ysaÿe und weiteren.
Festival de Wallonie ist Mitgliedsorganisation der European Festivals Association.

## Die einzelnen Regionalfestivals
- Central, im Centre Flagey Brüssel
- Festival de Namur, überwiegend Alte Musik
- Royal Juillet Musical de Saint-Hubert
- Festival de Stavelot, überwiegend Klassik
- Festival du Brabant Wallon, Klassik und Alte Musik
- „Les Nuits de Septembre“ in Lüttich, Alte Musik und seit 2010 auch zeitgenössische Musik
- Festival Wallonie-Hainaut, Klassik und Alte Musik

Das Festival „Automne Musical de Spa“, spezialisiert auf Historische Aufführungspraxis, gehört trotz verschiedener Einigungsversuche nicht zur Organisation des Festival de Wallonie.
Eine Parallelveranstaltung ist das Festival van Vlaanderen, welches ähnlich strukturiert aus acht Einzelfestivals besteht und im niederländischsprachigen Teil Belgiens stattfindet.